# Natori
Natori (jap. 名取市, -shi) ist eine Stadt in der Präfektur Miyagi auf Honshū, der Hauptinsel von Japan.

## Geographie
Natori liegt südöstlich von Sendai und nördlich von Iwanuma in der Sendai-Ebene und besteht vornehmlich aus reliefarmen Tiefland mit landwirtschaftlichen Flächen (Reisanbaugebiet) nahe der pazifischen Küste. Neben den Reisfeldern ist die flache Küstenlandschaft von Siedlungen und Sandstränden geprägt. Der Ort ist der Sendai-Bucht zugewandt. Er liegt ähnlich wie andere Städte der Sendai-Ebene über vier Kilometer landeinwärts der Küstendämme und Wellenbrecher wenig über der Höhe des Meeresspiegels. Die Stadt Natori verfügt über zwei hauptsächliche Bevölkerungszentren: Die 5 km von der Küste entfernte Innenstadt und der an der Küste liegende und an die Flussmündung des Natori angrenzende Ortsteil Yuriage.
Im Norden liegt das Gebiet von Natori nahe an dem gleichnamigen Fluss, an dessen rechtem Flussufer sich Yuriage mit einem Hafen und einem Wohngebiet befindet.
Natori verfügt über zwei Küstenregionen, zu denen Yuriage gehört. Der Fischereihafen Yuriage und der Teizankanal (貞山運河/Teizan-bori), der zwischen den Flüssen Natori und Abukuma verläuft, sind die wichtigsten topographischen Merkmale der Stadt. Der Teizankanal ist ein etwas landwärts von der Küste parallel zu ihr verlaufender Transportkanal, den Date Masamune (伊達政宗), der mächtige Daimyō aus der Tōhoku-Region, einst hatte ausheben lassen.
Ebenfalls in Natori liegt im südlichen Teil der Stadt in einer Entfernung von etwa einem Kilometer von der Küstenlinie der Flughafen Sendai als Verbindungspunkt zur Tōhoku-Region.

## Tōhoku-Erdbeben 2011

### Ausmaß von Überflutung und Schäden
Am 11. März 2011 wurde die Stadt 60 Minuten nach dem Tōhoku-Erdbeben von dem darauffolgenden Tsunami getroffen, der 30 Minuten nach Ankunft der ersten Wellen auch weiter nördlich gelegene Orte erreichte. In Natori, wo sich der Flughafen Sendai befindet, konnte eine Tsunami-Höhe von 10 – 12 m anhand des auf Bäumen zurückgebliebenen Mülls gemessen werden. Der Tsunami stürzte die meisten Bäume um, doch half der dem Küstenschutz dienende Regulationswald, den Flughafen zu schützen, zumal die Tsunami-Überschwemmungstiefe lediglich 4 m betrug. Nach dem Überschreiten der Dämme fand der Tsunami keine Beschränkung in den Flusstälern und breitete sich über die Landoberfläche der Sendaiebene aus. Die Zahl der völlig zerstörten Wohngebäude in Natori wird mit 2801 beziffert.
Obwohl die höchsten Wasserhöhen in der Sendai-Ebene geringer waren als in den weiter nördlich gelegenen Gebieten, wurde eine weitaus größere Ausdehnung überflutet. Zwar war ein Großteil der Überschwemmungszone landwirtschaftlich geprägt mit einer geringen Bevölkerungsdichte, doch gab es mit dem Gebiet des Flughafens Sendai und mit dem nahe dem Fluss Natori gelegenen Yuriage zwei besondere Ausnahmen innerhalb der Stadtgrenzen. Yuriage erlitt dabei eine höhere Anzahl an Opfern als der Flughafen Sendai.
Yuriage
Yuriage (閖上, ehemals: 閖上町) war der Bezirk mit den schwersten Schäden in der Stadt Natori. Der einst wirtschaftlich sehr rege Fischereihafen  mit 7101 Einwohnern zum Zeitpunkt vor der Katastrophe lag direkt an und innerhalb von 800 m Entfernung von der Küste und dicht am Fluss Natori. Am Fluss stieg der Tsunami schneller an. Seine Uferdämme wurden teilweise vom Tsunami zerstört und erlitten in Yuriage in Abständen von rund 50 m Brüche an den Verbindungen verschiedener Bauteile.
Der Tsunami erreichte Yuriage etwa 65 Minuten nach dem Erdbeben und überflutete das Land bis zu 5,2 km landeinwärts, bis in die Nähe der Böschungen der Tōhoku-Autobahn (Tōhoku Expressway), wo im Tsunami treibende und brennende Holzhäuser, Fahrzeuge, Boote und andere Trümmer angespült wurden. Die Siedlung Yuriage wurde überflutet und von verschiedenen Richtungen aus vom Tsunami erfasst, der sowohl von der Küste aus vordrang, als auch vom Fluss und von dem Kanal aus, der das dem Tsunami am stärksten ausgesetzte Gebiet Yuriages vom Zugang zu höher gelegenem Terrain abschnitt. In der Nähe des Hafens lag die Überflutungshöhe des Tsunamis bei 8,81 m. Nicht nur um den Hafen herum wurden viele Gebäude vom Tsunami zerstört, sondern auch auf einem kleinen Hügel, der das höchstgelegene Land in diesem Gebiet darstellte, vom Tsunami jedoch überflutet wurde und wo der Tsunami eine Tsunamispur in einer Höhe von 2,10 m über dem höchsten Punkt des Hügels hinterließ. Somit war kein Ort in dem Gebiet hoch genug für eine Evakuierung der Einwohner gelegen, was als ein Grund für die hohe Opferrate dieses Gebiets angesehen wird. Nur wenige Gebäude waren höher als drei Stockwerke. Schulen waren als vertikale Evakuierungsgebäude ausgewiesen und oftmals mit externen Treppen ausgestattet, um einen einfachen Zugang zu ermöglichen.
Über 2902 Häuser (80 Prozent aller Häuser in Yuriage) wurden teilweise oder vollständig zerstört. Die Mehrzahl der Gebäude auf dem Landstreifen zwischen dem Meer und dem Teizankanal wurden vom Tsunami zerstört. Fast alle aus Holz konstruierten Wohngebäude in Yuriage brachen vollständig zusammen. Stahl- und Stahlbetongebäude erlitten Schäden, die von leicht bis Zusammensturz reichten. Das Stahlbetonhafengebäude und der Kai brachen teilweise zusammen. Der Tsunami strömte offenbar senkrecht von Osten auf die Küste zu und direkt in die Flussmündung und über den Hafen von Yuriage, wo es keine nennenswerten Küstenbefestigungen gab.
Das (Alten-)Pflegeheim Urayasu (Urayasu Special Elderly Nursing Home, Kozukahara Aza Tohigashi) wurde von dem Tsunami weitgehend zerstört. Nach dem Tsunami blieb das Gebiet zunächst überflutet und das Pflegeheim vier Tage von der Außenwelt abgeschnitten, während die meisten Häuser in der Umgebung fortgespült waren. Die benachbarte Regenwasserpumpanlage Yuriage war ausgefallen, so dass das Gebiet nicht entwässert werden konnte. 43 der 163 älteren Bewohner sowie 4 der 62 Mitarbeiter starben. Laut der Leiterin der Einrichtung, Keiko Sasaki, war der Plan, die Bewohner mit Proviant in ein nahegelegenes Gebäude zu evakuieren und dort auf Hilfe zu warten, nicht umgesetzt worden, nachdem die örtliche Polizei die Mitarbeiter kurz vor dem Tsunami angewiesen habe, die Bewohner mit PKWs oder Bussen zu einer örtlichen Junior High School zu evakuieren. Die Patienten seien dann für den Transport in Gruppen eingeteilt worden, doch sei die einzige Verkehrsroute zum Zielort überfüllt gewesen und die Fahrzeuge seien im Verkehrsstau stecken geblieben, so dass der Tsunami sie erreicht habe, bevor sie zur Schule gelangt seien. Einige den Tsunami überlebenden Patienten starben an Unterkühlung. Am zweiten Tag trugen die Mitarbeiter die Patienten auf ihren Rücken zu einem anderen Gebäude, in dem in höheren Stockwerken Notfallproviant vorhanden war.
Einschließlich der diensthabenden Feuerwehrleute wurden in Yuriage etwa 752 Tote und Vermisste gemeldet.
| Gebiet in Yuriage | 1 chome | 2 chome | 3 chome | 4 chome | 5 chome | 6 chome | 7 chome | Kozukahara | Gesamt |
| --- | ------- | ------- | ------- | ------- | ------- | ------- | ------- | ---------- | ------ |
| Opfer (Tote und Vermisste) | 49      | 200     | 43      | 84      | 64      | 138     | 89      | 54         | 721    |
| Bevölkerung (Stand: 2009) | 667     | 895     | 356     | 755     | 533     | 1062    | 832     | 566        | 5666   |
| Opferrate [%] | 7,3     | 22,3    | 12,1    | 11,1    | 12,0    | 13,0    | 10,7    | 9,5        | 12,7   |
| Bevölkerungsanteil über 75-jähriger (Stand: 2005) [%] | 11,8    | 14,6    | 17,3    | 16,5    | 7,4     | 9,7     | 4,9     | 18,9       | -      |
| Anteil fortgespülter Häuser (*) [%] | 21      | 81      | 100     | 100     | 96      | 90      | 91      | -          | -      |
| (*): Die fortgespülten Häuser wurden unter Verwendung von Googlemaps anhand von Gebietsfotos vom 6. April 2011 in Abgleich mit der Häuserkarte von Zenrin gezählt. |         |         |         |         |         |         |         |            |        |

Unmittelbar nach dem Erdbeben entsendete die japanische Rundfunkgesellschaft NHK eine Hubschrauber-Kameracrew an die Sendai-Küste, um das Übergreifen des Tsunamis auf die Küste zu übertragen. Der Tsunami erreichte die Sendai-Küste etwa eine Stunde nach dem Erdbeben und es gelang der NHK-Crew, den Augenblick des Tsunami-Übergriffs auf die Küste zu filmen. Das Kamerateam flog dabei entlang des Flusses Natori und konnte das Vordringen und Auflaufen des Tsunamis entlang des Flusses dokumentieren. Es filmte dabei insbesondere den Tsunami links des Natori in Sendai-Fujitsuka und rechts des Flusses in Natori-Yuriage und Natori-Kozukahara. Das Video wurde weltweit vielfach ausgestrahlt und ist im Videoarchiv von NHK enthalten. Es wurde wissenschaftlich ausgewertet und bietet wichtige Informationen zu der Art und Weise des landeinwärtigen Vordringens des Tsunamis und zu seinen Fließeigenschaften bei den lokalen Überflutungen.
Flughafen Sendai
Am Flughafen Sendai brachen die Tsunamiwellen nahe der Küste und überrollten eine 5–10 m hohe Sanddüne, worauf der Tsunami mehrere Kilometer landeinwärts Reisfelder überflutete. Der bedeutende Flughafen der Tōhoku-Region, der rund einen Kilometer von der Küste auf einer Erhebung von 4 Metern über dem Meeresspiegel liegende Flughafen Sendai, wurde vom Tsunami getroffen. Der Tsunami erfasste den Flughafen, überflutete die Start- und Landebahn, das erste Geschoss des viergeschossigen Flughafenterminalgebäudes, das aus Stahl und Stahlbeton bestand und über eine hohe Anzahl von Außenverglasungen in allen Geschossen verfügte, und die Bahnstrecke der Airport Access Railway. Die inneren Stahlgerüst-Trennwände des Terminalgebäudes wurden durch Trümmereinschläge verbogen. Die gemessenen Überflutungshöhen betrugen 2,82 m innerhalb und 2,98 m außerhalb des Gebäudes des Flughafenterminals. Im Terminal blieb Schlamm zurück, doch nahm der Flughafen keine Schäden an tragenden Bauteilen. Der Tsunami überflutete das gesamte Gebiet der Flughafenanlage. Viele Fahrzeuge wurden von dem Tsunami zerstört und fortgeschwemmt.

### Opfer
Die Brand- und Katastrophenschutzbehörde meldete in ihrem Schadensbericht 954 Tote und 38 Vermisste in Natori.
Gemessen an der Gesamtbevölkerung Natoris, die bei der Volkszählung von 2010 mit 73.134 angegeben worden war, betrug die Opferrate durch die Katastrophe von 2011 1,4 %, wenn alle in dem 157. FDMA-Schadensbericht vom 7. März 2018 registrierten Toten und Vermissten berücksichtigt werden beziehungsweise 1,30 %, wenn die in dem 153. FDMA-Schadensbericht vom 8. März 2016 registrierten Opfer (954 Tote und 39 Vermisste) abzüglich der von der Wiederaufbaubehörde (Reconstruction Agency, RA) gemeldeten katastrophenbedingten Todesfälle berücksichtigt werden, wodurch sich eine Zahl von 949 Toten und Vermissten ergibt. Mit der gleichen Datengrundlage, aber allein auf das Überflutungsgebiet des Tsunamis in Natori bezogen, das eine Fläche von 27 km² umfasste, ergab sich eine Opferquote von 7,81 %. 12.155 Menschen und damit 17 % der Gesamtbevölkerung der Stadt Natori (wenn man mit Stand von 2010 von 73.140 Einwohnern ausgeht) hatten ihren Wohnsitz in dem am 11. März 2011 vom Tsunami überfluteten Gebiet gehabt.
Die Todesrate von rund 8 % war im Vergleich zu anderen Gebieten hoch. Wie in vielen anderen Gebieten bei der Tōhoku-Katastrophe waren die meisten Opfer älter als 65 Jahre.
| Gebiet in Natori | Todesopfer | Todesopfer | Einwohner | Tsunami                   | Tsunami             | Entfernung zur nächsten Evakuierungsstätte [m] |
| Gebiet in Natori | Rate [%]   | Anzahl     | Einwohner | Max. Überflutungshöhe [m] | Ankunftszeit [min.] | Entfernung zur nächsten Evakuierungsstätte [m] |
| --- | ---------- | ---------- | --------- | ------------------------- | ------------------- | ---------------------------------------------- |
| Yuriage | 13,00      | 705        | 5.424     | 8,81                      | 67                  | 5.447                                          |
| Shimomasuda | 5,74       | 71         | 1.238     | 2,98                      | 68                  | 3.076                                          |
| Masuda | 0,13       | 10         | 7.759     | 0,24                      | 68                  | 1.185                                          |
| Sugigafukuro | 1,45       | 8          | 550       | 2,13                      | 68                  | 1.242                                          |
| Quelle: Gesamtbevölkerung laut Statistics Bureau (統計局) und Director-General for Policy Planning (政策統括官), Volkszählung 2010; Todesopfer laut Brand- und Katastrophenschutzbehörde (消防庁 = Fire and Disaster Management Agency, FDMA); Maximale Überflutungshöhe und Ankunftszeit des Tsunamis laut The 2011 Tohoku Earthquake and Tsunami Joint Survey Group; Entfernung zur nächsten Evakuierungsstätte vom Wohnort laut den Evakuierungsstättendaten der Cabinet Secretariat Civil Protection Portal Site (http://www.kokuminhogo.go.jp/en/pc-index_e.html) des Kabinettssekretariat (内閣官房) und den Luftaufnahmen und Karten der Geospatial Information Authority of Japan (GSI) vom Tsunami Damage Mapping Team, Association of Japanese Geographers. |            |            |           |                           |                     |                                                |

### Evakuierung
Ausgewiesene Tsunamievakuierungsgebäude
Vier Tsunamigebäude waren in der Stadt Natori von der Stadtverwaltung als Evakuierungsstellen festgelegt worden: das zweigeschossige Yuriage Community Centre, die dreigeschossige Yuriage Junior High School, die dreigeschossige Grundschule Yuriage (名取市立閖上小学校) und der Flughafen Sendai in Kitakama. Die ersten drei Gebäude lagen außerhalb der zuvor als Tsunamigefahrenzone eingeschätzten Gebiete und waren somit offenbar eher als reguläre Evakuierungszentren und weniger speziell für die vertikale Evakuierung bestimmt worden. Der Flughafen Sendai diente über eine bestehende Vereinbarung mit der lokalen Bevölkerung zur Nutzung im Falle eines Tsunamis ebenfalls als Evakuierungsstätte. Diese Gebäude (nach anderen Angaben: fünf Gebäude in Natori) waren das Evakuierungsziel für viele Menschen aus Yuriage und dienten schließlich insgesamt 3285 Evakuierten als Zufluchtsstätte.
- Im Yuriage Community Centre erreichte etwas Wasser das 2. Geschoss, doch überlebten 43 Menschen in dem Gebäude.[26]

- Das Gebäude der Yuriage Junior High School (名取市立閖上中学校) erlitt an seismisch vorgesehenen Trennfugen Erdbebenschäden an nichttragenden Teilen, blieb aber während der Tsunami-Überflutung als vertikales Evakuierungsgebäude funktionstüchtig. Die Schule befand sich 1,5 km von der Küste und lediglich 320 m südlich des Flusses Natori entfernt.[2] Der Baugrund, auf dem sich das Schulgebäude befand, war gegenüber der Umgebung mit Reisfeldern um 1,8 m zu einer Böschung erhöht worden,[27][28][26][2] was die Überflutungshöhe am östlichen (dem Ozean zugewandten) Ende des Schulgebäudes auf 1,76 m reduzierte.[2] Die Strömungsgeschwindigkeit war um das Schulgebäude herum niedrig. Anders als an anderen Orten kam es nur zu Hochwasserschäden an der Einrichtung, aber zu keinen Trümmerschlägen oder Schäden an der Verglasung.[2] Etwa 823 Menschen fanden während der Katastrophe in der Schule Zuflucht,[27][28][26][2] die dort nach dem Tsunami zwei Tage verharren mussten.[2] 14 Schüler fielen dem Tsunami zum Opfer.[15] Am Eingang der Schule wurde ein Denkmal mit den Namen aller durch die Katastrophe getöteten Schüler errichtet. Nachdem das Schulgebäude zunächst auf die Liste der Kandidaten zur Bewahrung als Katastrophenruine gesetzt worden war, wurde schließlich doch sein Abriss beschlossen.[15]

- Das dreigeschossige Stahlbetongebäude der Grundschule Yuriage, das sich lediglich 200 m entfernt von der Yuriage Junior High School befand, überstand das Erdbeben und wurde bis in das erste Geschoss vom Tsunami überflutet. Der Schulhof wurde zerstört.[15] Ähnlich wie in Ishinomaki, wo es auch dadurch zu Todesopfern kam, dass bereits erfolgreich vertikal Evakuierte ihren Zufluchtsort wieder verließen, nachdem die von der JMA geschätzte Ankunftszeit des Tsunamis verstrichen war, ohne dass der Tsunami sichtbar geworden war,[30] verließen auch in der Grundschule Yuriage, Zeugenaussagen zufolge, bereits evakuierte Eltern und Kinder das dreigeschossige Evakuierungsgebäude in Richtung der Sporthalle, nachdem der zuvor von der JMA in der Präfektur Miyagi für 15 Uhr öffentlich angekündigte Tsunami nicht um 15:30 Uhr sichtbar eingetroffen war. Mittlerweile hatte der Tsunami den nördlichen Teil der Präfektur Miyagi zur vorausgesagten Zeit um 15 Uhr erreicht und erreichte die Küste von Yuriage zu der Zeit, als über 100 Schulkinder und Eltern aus dem Schulgebäude in die Sporthalle übergewechselt waren.[31] Sie konnten nach Sichtung des Tsunamis noch rechtzeitig zurück auf das Dach des Schulgebäudes flüchten.[31][3] Wie viele Schulen war auch die Grundschule Yuriage mit Außentreppen ausgestattet, um Schülern, Schulangestellten und Gemeindemitgliedern den Zugang zu der ausgewiesenen Evakuierungsstätte zu erleichtern.[3][29] Alle in das Schulgebäude Geflüchteten befanden sich nach einer auf dem Dach der Schule verbrachten Nacht in Sicherheit.[15] Wie im Fall der Yuriage Junior High School wurde auch die Grundschule Yuriage zunächst auf die Liste der Kandidaten zur Bewahrung als Katastrophenruine gesetzt. Später wurde ihr Abriss entschieden und Anfang Mai 2016 begonnen.[15]

- Ähnlich wie die Schulen in Yuriage diente auch der Flughafen Sendai als vertikale Evakuierungsstätte. Obwohl dort gewarnt wurde, dass innerhalb von 30 Minuten ein Tsunami erwartet werde und der Flughafen innerhalb der kartierten Tsunami-Überschwemmungszone lag, schenkten viele der Tsunami-Warnung keinen Glauben, und das Sicherheitspersonal versuchte zunächst, die Menschen im Flughafen verschiedenen Stockwerken zuzuweisen, wobei solchen im ersten Stockwerk nicht erlaubt war, sich in die darübergelegenen Stockwerke zu bewegen. Es nahm zwei Tage in Anspruch, bis Hubschrauber die im Flughafen festsitzenden Passagiere und Anwohner evakuierten.[3]

| Ort                                         | Überlebende in Obergeschossen | Anzahl der Evakuierungseinrichtungen |
| ------------------------------------------- | ----------------------------- | ------------------------------------ |
| Sendai                                      | 2139                          | 4                                    |
| Natori                                      | 3285                          | 5                                    |
| Iwanuma                                     | 2095                          | 5                                    |
| Watari                                      | 2102                          | 5                                    |
| Yamamoto                                    | 91                            | 1                                    |
| Datenquelle: Iwate Nichi Nichi Shinbun 2011 |                               |                                      |

In Yuriage verließen Menschen, die sich in Evakuierungsgebäuden befunden hatten, diese Gebäude, nachdem sich die ersten Tsunamiwellen zurückgezogen hatten. Später folgende Wellen führten dann zum Tod vieler dieser Menschen.
Ausweichevakuierungsstätten und -fluchtwege
Andere ein- oder zweigeschossige Gebäude zwischen Yuriage und dem Flughafen Sendai wie ein Pumpenhaus und das Gebäude eines Universitätsbootclubs wurden ebenfalls erfolgreich für die Evakuierung genutzt. Auch auf einer Fußgängerbrücke in Natori-Yuriage, die sich fast 2 Kilometer vom Meer, aber weniger als 500 m vom Fluss Natori entfernt und nahe der Yuriage-Brücke (閖上大橋) befindet, überlebten einige Menschen den Tsunami, der in diesem Gebiet eine Überflutungshöhe von etwa 2 Metern hatte, indem sie auf der Brücke verblieben.
Alle vier Gebäude, die in Yuriage als Evakuierungsstätten ausgewiesen worden waren, wurden vom Tsunami erreicht. Menschen flüchteten stattdessen zur 8 Meter über der Umgebung erhabenen Autobahn (仙台東部道路/East Sendai Expressway), die das einzige höher liegende Terrain in dem Gebiet darstellte. Ihre Böschung diente den anwohnenden Einwohnern als Evakuierungsstätte und bot 230 Menschen, die sich vor dem Tsunami auf die Autobahn geflüchtet hatten, Sicherheit. Der Zugang zur Autobahn war jedoch für die Inspektion der Erdbebenschäden gesperrt, was Verkehrsstaus der in ihren Fahrzeugen Flüchtenden auf dem Weg zur Autobahn verursachte. Der East Sendai Expressway, der als 24,8 km lange Mautstraße in etwa 4 km Entfernung von der Küstenlinie auf einer Erhebung von 7 bis 10 m durch die Sendai-Ebene verläuft, wirkte als eine sekundäre Barriere oder nachgelagerter Deich und hinderte den Tsunami daran, weiter landeinwärts vorzudringen. Zudem hinderte er mitgeschwemmte Trümmer daran, in die landwärts gelegenen urbanen Gebiete gespült zu werden.
In der reliefarmen landwirtschaftlichen Ebene um Yuriage gibt es über die Entfernung von mehreren Kilometern hinweg kein höher gelegenes Terrain. Einer in Natori durchgeführten Untersuchung zufolge verwendeten 65 % der Einwohner daher ein Kraftfahrzeug für ihre Evakuierung, was jedoch zu Verkehrsstaus in Yuriage führte und Menschen in Gefahr brachte, mit ihren Fahrzeugen fortgespült zu werden. Viele Wege führten über ein Gitternetz von Straßen landeinwärts, was eine Vielzahl an möglichen Evakuierungsrouten vermuten lässt. Doch waren alle diese Straßen einspurig, und tiefe Gräben entlang der Straßenränder verhinderten, dass ein Fahrzeug durch ein anderes überholt werden konnte. Daher wählten die Einwohner von Yuriage die Hauptverkehrswege, um mit ihren Fahrzeugen zu evakuieren.
Mängel im Evakuierungssystem und -verhalten
Aufgrund von Stromausfällen fielen Fernseher und Telefone für die Übermittlung von Tsunamiwarnungen in der Stadt Natori aus, während drahtlose Übertragungssysteme, Berichten zufolge, dort aus denselben Gründen ineffektiv waren, so dass die Einwohner Natoris keine Informationen darüber empfangen konnten, dass ihre Stadt vom Tsunami betroffen war. Über Mundpropaganda verbreiteten sich Evakuierungsanstöße, doch blieben viele Menschen zögerlich mit dem Entschluss zur Evakuierung. Die Evakuierung war in Natori (wie auch in Kesennuma) offenbar dadurch beeinträchtigt, dass beim Erdbeben in Chile 2010 eine Große Tsunami-Warnung ausgegeben worden war, die sich dann aber mit Tsunamihöhen von 0,5–0,6 m in Kesennuma und 0,5 m in Natori als falsch herausgestellt hatte. Dies hatte möglicherweise dazu geführt, dass die Bevölkerung die Gefahr unterschätzte und am 11. März 2011 nachlässig reagierte, als tatsächlich einer Großen Tsunami-Warnung entsprechende Wellenhöhen ihre Stadt erreichten. Während junge Menschen in Natori aufgrund der starken Bodenerschütterungen landeinwärts evakuiert haben sollen, glaubten viele ältere Einwohner nicht an ihre Gefährdung durch den Tsunami, da sie nach den vorangegangenen lokalen Erdbeben nicht die Erfahrung von Tsunamis gemacht hatten, die ihre Wohngebiete (namentlich: Yuriage) erreicht hätten.
In dem von der Küste etwas entfernter liegenden Gebiet Yuriage 2-chome, wo 81 % der Häuser fortgespült wurden, lag die Fatalitätsrate mit 22 % deutlich höher als in näher am Fischereihafen liegenden Gebieten, wo 96 bis 100 % der Häuser bei Fatalitätsraten von 11–12 % fortgespült wurden. Ursache könnte der Effekt sein, dass Menschen, die außerhalb der auf den Tsunamigefährdungskarten als Gefahrenzonen gekennzeichneten Gebiete leben, sich in Sicherheit wähnen und im Vergleich zu Menschen, die in ausgewiesenen Gefahrenzonen leben, zu verspäteter Evakuierung neigen.
Einer Untersuchung zufolge waren 57 % der befragten Evakuierten unmittelbar evakuiert, doch hatten sich lediglich 57 % der Evakuierten direkt wegen der natürlichen Warnsignale zur Evakuierung entschlossen. Aufgrund des Bewusstseinsmangels für eine nachfolgende Tsunamigefahr waren 30 % der Einwohner zum Räumen der Erdbebentrümmer vor Ort geblieben und 40 % hatten versucht, sich der Sicherheit von Familienmitgliedern und Nachbarn zu vergewissern, anstatt selbst zu evakuieren. Infolgedessen waren 54,5 % der Personen, die mit Zeitverzögerung evakuierten, zwischen 20 und 60 Minuten nach dem Erdbeben evakuiert. Angehörige der Freiwilligen Feuerwehr suchten die älteren Menschen in ihrem Zuhause auf, um sie zur Evakuierung zu überzeugen. Zwar hatte dies in einigen Fällen Erfolg, doch verspäteten sich dadurch einige Feuerwehrfreiwillige selbst mit ihrer Evakuierung aus der Überflutungszone und wurden durch den Tsunami getötet. Die Stadt Natori gilt als Paradebeispiel für einen Ort, der Schaden nahm aufgrund von Mangel an jüngeren Tsunamierfahrungen und aufgrund von Unterschätzung der Tsunamigefahr durch numerische Modellierung, die am 11. März 2011 zu Nachlässigkeit und Verspätung in der Evakuierung, trotz bestehender natürlicher Warnzeichen, führte.

### Umsiedlung und Wiederaufbau

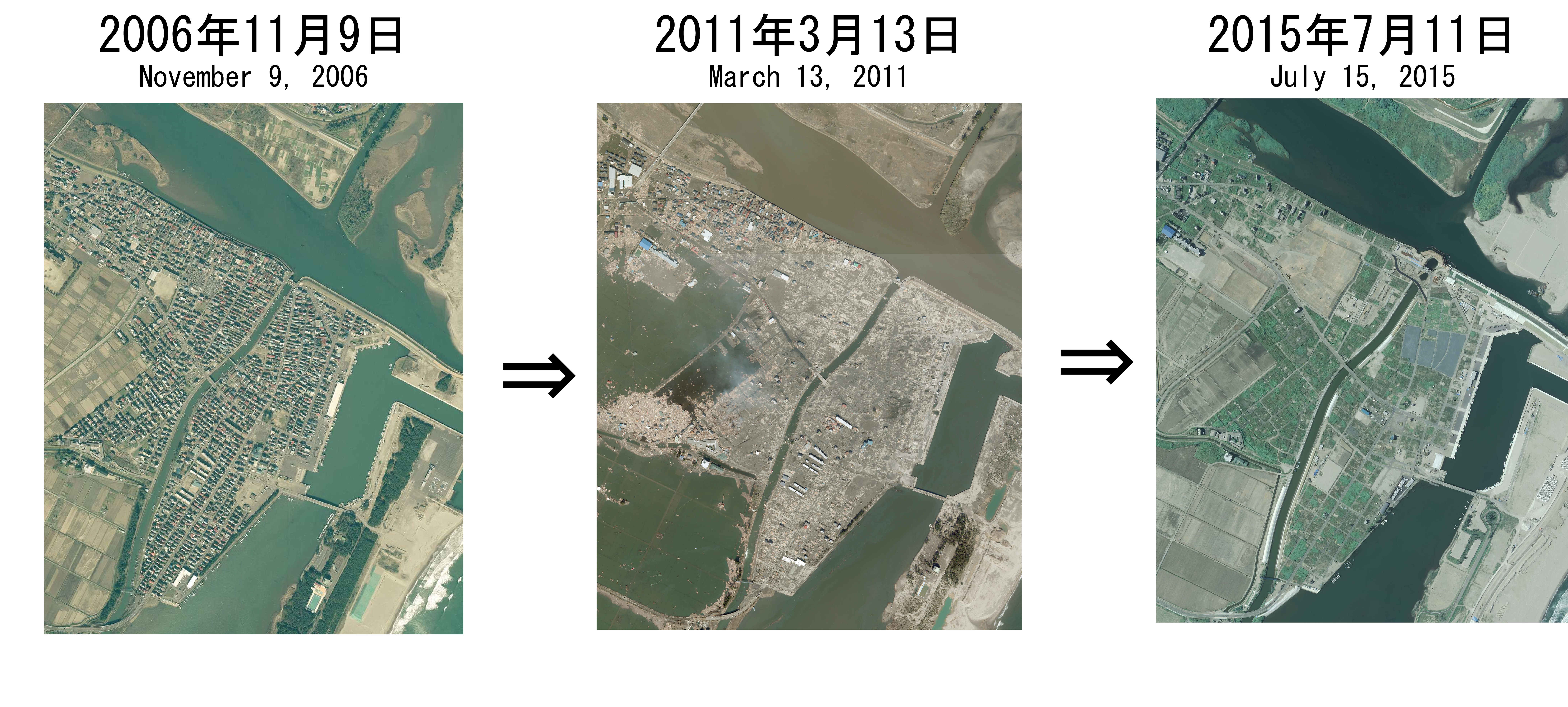
Wandel der Landnutzung in Yuriage, dokumentiert auf Satellitenaufnahmen vom 9. November 2006 (links), 13. März 2011 (Mitte), 15. Juli 2015 (rechts)

Anders als in anderen Städten wie zum Beispiel Iwanuma blieben die Umsiedlungspläne für Natori aufgrund des Konflikts zwischen den Bewohnern, die in ihre früheren Wohnviertel zurückkehren wollten, und denen, die dies nicht wollten, lange Zeit ungeklärt. Dessen ungeachtet plante Natori ein neues, 120 Hektar großes Wohngebiet für Evakuierte, nachdem 50 Hektar Land als Katastrophengefahrenzone auf der östlichen (dem Meer zugewandten) und westlichen (dem Land zugewandten) Seite des Teizan-bori-Kanals ausgewiesen wurden. Der Plan schloss ein gemeinsames Umsiedlungsareal auf 45 Hektar eingedeichtem Land (5 m über dem Meeresspiegel) auf der westlichen Seite des Teizan-bori-Kanals ein, obwohl diese Seite des Kanals noch zu dem Bereich gehörte, der durch den Tsunami vom 11. März überflutet worden war. Die vom Tsunami betroffenen Hausbesitzer auf dem zwischen dem Meer und dem Teizankanal gelegenen Landstreifen sollten etwas weiter landeinwärts zu parallel gelegenen Standorten umziehen, jedoch keinerlei finanzielle Unterstützung vom Staat erhalten, wenn sie weiter landeinwärts umsiedeln wollten. Gleichzeitig existierten neben der Verschiebung der Siedlung Pläne, die gesamte Siedlung, die vom Tōhoku-Tsunami 2011 in einer Tiefe von 3,2 m überflutet worden war, um etwa 3,9 m (Wohngebiet) bis 4,9 m (dem Wohngebiet vorgelagerter Schutzstreifen) Höhe anzuheben und einen höheren Seawall (6,1 m Höhe) als erste Schutzlinie zu errichten. Die Bevölkerung von Natori zog es nach der Katastrophe vor, auf höher liegendes Terrain umzusiedeln, obwohl die Lokalregierung eine Sanierung der Häuser an ihrem ursprünglichen Ort empfohlen hatte. Es gelang der Stadtverwaltung von Natori nicht, einen Konsens mit den Gemeindemitgliedern des Bezirks Yuriage über ein Wiederaufbauprogramm zu erreichen. Die Mehrheit der betroffenen Menschen in Yuriage entschied sich gegen eine Teilnahme an dem Programm und stattdessen für eine Umsiedlung in Eigenverantwortung. Die chaotische Situation in Natori ließ sich auf die eine Minderheit darstellenden, aber von der Politik unterstützten Einwohner zurückzuführen, die in ihre ursprünglichen Wohngebiete zurückkehren wollten. Während im Sommer 2012 noch 34,1 Prozent aller Einwohner „in ihre Heimat zurückkehren“ wollten, bekundeten in Einzelgesprächen, die die Stadt im Frühjahr 2013 durchführte, nur noch 25,2 Prozent ihren Willen zur Rückkehr.
Die Wiederaufbauplanung für das Gebiet Yuriage wurde im November 2013 erstellt und die Anhebungsarbeiten im Herbst 2014 begonnen.

## Verkehr
Der Flughafen Sendai befindet sich in den Städten Natori und Iwanuma, die südlich von Sendai gelegen sind.
- Straße:
  - Tōhoku-Autobahn
  - Nationalstraße 4, nach Tokio bzw. Aomori
  - Nationalstraße 286
- Zug:
  - JR Tōhoku-Hauptlinie

## Wirtschaft
- Nikon

## Angrenzende Städte und Gemeinden
- Sendai
- Iwanuma
- Murata

## Städtepartnerschaften
- Kaminoyama, Japan, seit 1978
- Guararapes, Brasilien, seit 1979
- Shingū, Japan, seit 2008

## Weblinks

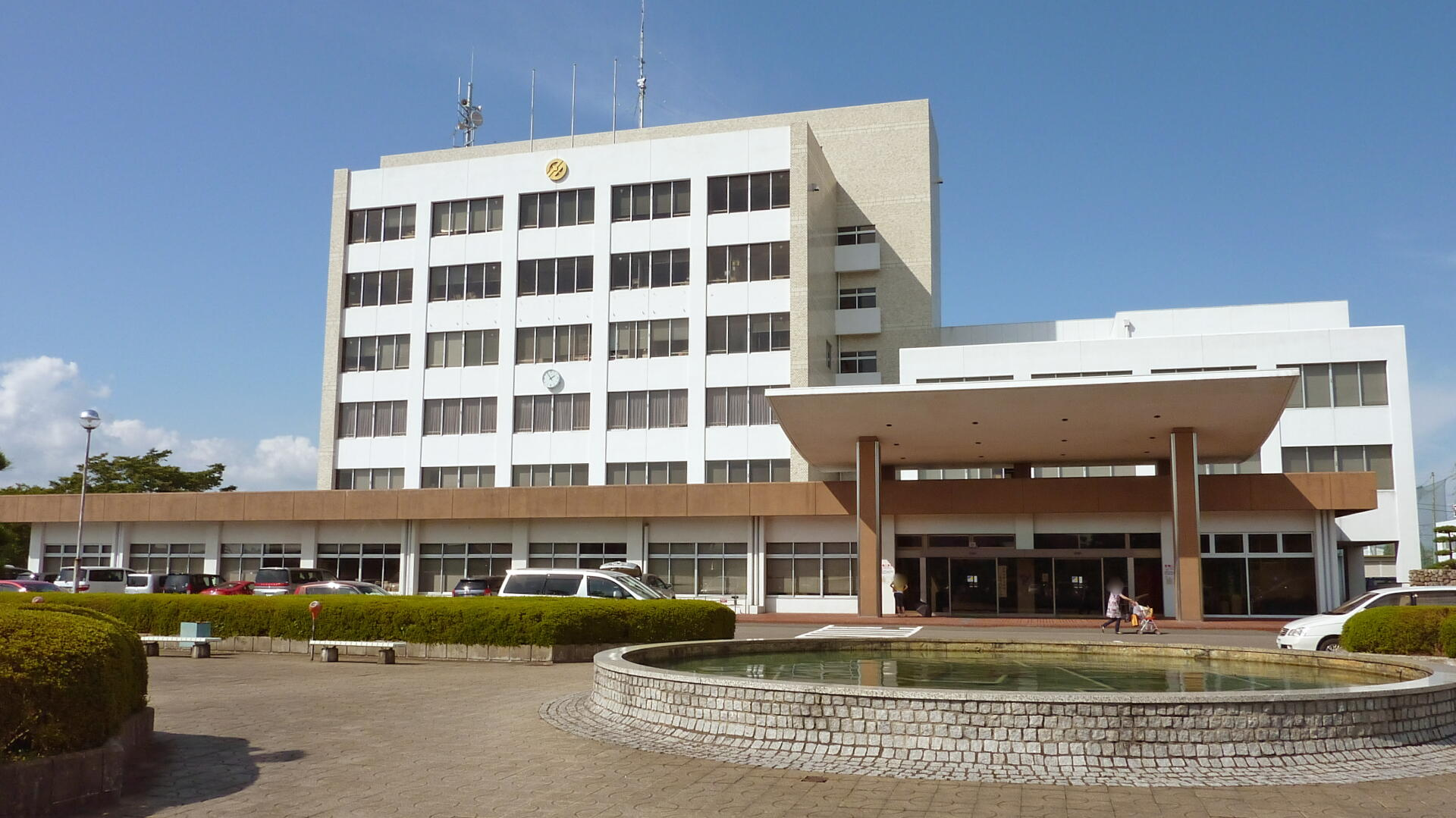
Natori-Rathaus

## Persönlichkeiten
- Riku Danzaki (* 2000), Fußballspieler
- Yūdai Tanaka (* 1995), Fußballspieler